# Earl of Northumbria
Earl of Northumbria war ein Titel in der anglodänischen, späten angelsächsischen und frühen anglonormannischen Zeit in England. Das Earldom Northumbria war der Nachfolger der Ealdormanry Bamburgh, die wiederum die Nachfolgerin des unabhängigen Königreichs Bernicia war. Zur Zeit des Königreich Jórvik regierten hier die Earls of Deira. Später wurde Northumbria unter der Bernicia-Dynastie geeint, die bis 1041 Bernicia regierte, während in York andere, von Knut dem Großen ernannte Grafen saßen, die über Northumbria herrschen sollten. In der frühen anglonormannischen Zeit wurde Northumbria in das Earldom of York und das Earldom of Northumberland aufgeteilt, wobei ein großes Stück auch an den Bischof von Durham ging.

## Earls of Northumbria
- Osulf I. (954–963), Earl of Bernicia ab 930
- Oslac, 975 verbannt
- Waltheof I. (963–995)
- Uhtred (1006–1016)
- Erik Håkonsson (1016–1023) Die englischen Earldoms um 1025
- Siward (1031–1055)
- Tostig Godwinson (1055–1065)
- Morcar (1065–1066)
- Copsi (1067)
- Osulf II. (1067)
- Gospatric (1067–1068)
- Robert de Comines (1068–1069)

Die englischen Earldoms um 1025

Vakanz während der Plünderung des Nordens 
- Gospatric (erneut 1070–1072)[1]
- Waltheof II. (1072–1075)
- William Walcher (1075–1080), auch Bischof von Durham
- Aubrey de Coucy (auch Albric; 1080, formell vielleicht bis 1086)
- Robert de Montbray (Robert de Mowbray) (1086–1095) (Haus Mowbray)

Vakant bis König Stephan von England von König David I. gezwungen wurde, Northumbria dessen Sohn Henry zu geben
- Heinrich von Schottland (1139–1152)
- Wilhelm I. von Schottland (1152–1157)
  - König Heinrich II. setzte ihn 1157 ab und enteignete ihn.
- Hugh de Puiset, Bischof von Durham, 1189/93 Earl als Pfandbesitzer der Grafschaft für die Finanzierung des Kreuzzugs des Königs Richard Löwenherz

Ansonsten Vakant bis zum First Barons' War (1215-1217), als sich die Barone von Northumberland und York König Alexander II. von Schottland unterwarfen
- Alexander II. von Schottland, 1215-1217
  - 1217 von König Heinrich III. von England unterworfen.